# How Do You Do!
How Do You Do! (englisch für „Wie geht es dir!“, wörtlich „Wie machst du [das]!“) ist ein Lied des schwedischen Popduos Roxette, das im Juli 1992 erschien.

## Entstehung und Veröffentlichung
Getextet und komponiert wurde das Lied alleine von Roxette-Mitglied Per Gessle. Für die Produktion zeichnete Clarence Öfwerman verantwortlich. Die Aufnahme des Liedes entstand in den Abbey Road Studios.
Die Erstveröffentlichung von How Do You Do! erfolgte als Single am 3. Juli 1992 bei EMI Music. Diese erschien als 7″-Single mit einer Liveversion zu Fading Like a Flower (Every Time You Leave) als B-Seite (Katalognummer: 86 5002 7) sowie CD-Maxi-Single, die um einen Remix zu How Do You Do! sowie einen Remix zu Knockin’ on Every Door erweitert wurde (Katalognummer: 8650022). Die Liveaufnahme zu Fading Like a Flower (Every Time You Leave) entstand im Sydney Entertainment Centre im Dezember 1991. Am 28. August 1992 erschien das Lied als Teil von Roxettes vierten Studioalbum Tourism (Katalognummer: 79 9929 2), dessen erste Singleauskopplung es ist.

## Inhalt
How Do You Do! thematisiert die Verzweiflung des Verliebens („How do you do (do you do) the things that you do? No one I know could ever keep up with you. How do you do? Did it ever make sense to you to say bye? (Bye bye)“).

## Musikvideo
Das Musikvideo zur Single wurde unter der Regie von Anders Skog gedreht.

## Kommerzieller Erfolg

### Chartplatzierungen
| ChartsChartplatzierungen       | Höchstplatzierung | Wochen |
| ------------------------------ | ----------------- | ------ |
| Deutschland (GfK)              | 2 (27 Wo.)        | 27     |
| Österreich (Ö3)                | 2 (17 Wo.)        | 17     |
| Schweden (GLF)                 | 2 (7 Wo.)         | 7      |
| Schweiz (IFPI)                 | 2 (28 Wo.)        | 28     |
| Vereinigte Staaten (Billboard) | 58 (5 Wo.)        | 5      |
| Vereinigtes Königreich (OCC)   | 13 (7 Wo.)        | 7      |

| ChartsJahrescharts (1992) | Platzierung |
| ------------------------- | ----------- |
| Deutschland (GfK)         | 11          |
| Österreich (Ö3)           | 19          |
| Schweiz (IFPI)            | 10          |

### Auszeichnungen für Musikverkäufe
| Land/Region       | Auszeichnungen für Musikverkäufe (Land/Region, Auszeichnung, Verkäufe) | Verkäufe |
| ----------------- | ---------------------------------------------------------------------- | -------- |
| Australien (ARIA) | Gold                                                                   | 35.000   |
| Schweden (IFPI)   | Platin                                                                 | 50.000   |
| Insgesamt         | 1× Gold · 1× Platin ·                                                  | 85.000   |

Hauptartikel: Roxette/Auszeichnungen für Musikverkäufe